# Magic (álbum de Exo-CBX)
Magic es el primer álbum de estudio japonés del trío surcoreano EXO-CBX. Fue publicado el 9 de mayo de 2018 por la compañía discográfica Avex Trax y distribuido por Avex Music Creative. El álbum contiene once canciones, incluido el sencillo «Horololo» y una canción en solitario para cada miembro.
El álbum debutó en el tercer lugar de la lista Oricon Weekly Albums con 41 173 copias vendidas en su primera semana de lanzamiento.

## Antecedentes y lanzamiento
Después de anunciar su primera gira en enero de 2018, Magical Circus, se reveló más tarde en marzo del mismo año que el grupo también lanzaría su primer álbum de estudio japonés el 9 de mayo. Y el 11 de abril de 2018, se publicaron los detalles del álbum que indica que el álbum se lanzaría en seis versiones; las versiones de CD y DVD o Blu-ray 'CBX' consisten en un CD y un DVD con los vídeos musicales de «Ka-CHING!» y «Horololo», una película fuera de escena y clips en vivo. También hay cuatro versiones del CD con diferentes portadas del grupo completo, Chen, Baekhyun y Xiumin. El mismo día también se reveló que el álbum incluíria tres canciones en solitario, una para cada miembro. El 20 de abril, Avex lanzó un adelanto de álbum con fragmentos de la lista de canciones.
El vídeo musical de la canción principal «Horololo» fue lanzado el 24 de abril, antes del lanzamiento del álbum. El 9 de mayo de 2018 se lanzó el disco.

## Lista de canciones
| Magic |                                       |                              |                                                                              |          |  |
| N.º   | Título                                | Letras                       | Música                                                                       | Duración |  |
| 1.    | «CBX»                                 | Sara Sakurai                 | SAMDELL CR, Cho Se-hee, Han Kyung-soo                                        | 3:03     |  |
| 2.    | «Ka-CHING!»                           | MEG.ME                       | Hanif Hitmanic Sabzevari, Dennis DeKo Kordnejad, Daniel Kim                  | 3:27     |  |
| 3.    | «Horololo»                            | MEG.ME                       | Dennis DeKo Kordnejad, Pontus PJ Ljung, Hanif Hitmanic Sabzevari, Daniel Kim | 3:12     |  |
| 4.    | «Girl Problems»                       | AKIRA                        | Andreas Öberg, Daniel Caesar, Ludwig Lindell                                 | 3:38     |  |
| 5.    | «Shake» (Solo de Xiumin)              | Junji Ishiwatari             | Peter Nord, Kevin Borg                                                       | 3:39     |  |
| 6.    | «Off the Wall»                        | Amon Hayashi (Digz Inc.)     | Simon Janlöv, Andrew Choi                                                    | 3:14     |  |
| 7.    | «Ringa Ringa Ring» (Solo de Baekhyun) | Junji Ishiwatari             | Andy Love, David Amber                                                       | 3:37     |  |
| 8.    | «Gentleman»                           | Junji Ishiwatari             | SAMDELL, CR, Kim Su-bin, Han Kyung-soo                                       | 3:35     |  |
| 9.    | «Watch Out» (Solo de Chen)            | MEG.ME                       | Adam Royce, Bobby John                                                       | 3:39     |  |
| 10.   | «Cry»                                 | Natsumi Kobayash             | Kkannu, Kyung Da-som, merry                                                  | 4:20     |  |
| 11.   | «In This World»                       | Takashi Ohmama, Sara Sakurai | MUSOH, Cashmir, Bitcrusher                                                   | 4:27     |  |
| 39:51 |                                       |                              |                                                                              |          |  |

## Posicionamiento en listas
| Lista (2018)          | Mejor posición |
| --------------------- | -------------- |
| Japón (Japan Hot 100) | 3              |
| Japón (Oricon)        | 1              |

## Ventas
| País           | Ventas  |
| -------------- | ------- |
| Japón (Oricon) | 62 142+ |

## Historial de lanzamiento
| País          | Fecha              | Formato              | Distribuidora              |
| ------------- | ------------------ | -------------------- | -------------------------- |
| Japón         | 9 de mayo de 2018  | CD, descarga digital | Avex Trax                  |
| Corea del Sur | 23 de mayo de 2018 | Descarga digital     | S.M. Entertainment, IRIVER |
| Mundo         | 9 de mayo de 2018  | Descarga digital     | Avex Trax                  |